# Недьеши, Янош
Янош Недьеши (венг. Négyesy János, 1938—2013) — венгерский скрипач и педагог, авторитетный исполнитель современной музыки.

## Биография
Отец погиб в нацистском лагере. Янош начал играть на скрипке в четыре года. Учился в Музыкальной академии у Ференца Габриэля, который представил его своему бывшему ученику, известному скрипачу и дирижёру Тибору Варге. Варга, с 1947 живший в Европе, пригласил Недьеши продолжить обучение у него в Детмольде. В 1965 Недьеши уехал в Германию. В 1970—1974 был концертмейстером в Немецком симфоническом оркестре Берлина. В 1976 по приглашению Пьера Булеза давал мастер-классы в IRCAM, после чего получил заказ на книгу о технике игры на скрипке. С 1979 преподает в Калифорнийском университете (Сан-Диего). Встретился там со скрипачкой Пяйвикки Никтер, которая в 1993 стала его женой. Они часто выступают и записываются вместе, в частности, записали полное собрание скрипичных дуэтов Бартока.
Увлекается электроакустикой, играет на скрипке Мэтьюса. Кроме музыки, занимается компьютерной графикой.

## Репертуар
Первым исполнил две начальные книги Фрименовских этюдов Кейджа, первым из европейских исполнителей сыграл и записал, вместе с Корнелиусом Кардью, все сонаты Айвза для скрипки и фортепиано. Исполнял и записывал сочинения Кшенека, Лигети, Кайи Саариахо, Мортона Фельдмана, Уилла Огдона, Вольфганга Рима, Хаи Черновин, Микаэля Левинаса, Атанасии Цану и др. Ему (а позднее их дуэту с женой) посвящали свои сочинения Джон Кейдж, Исан Юн, Аттила Бозай, Винко Глобокар, Роджер Рейнольдс, Карлос Фариньяс и другие композиторы.
Исполняет также сочинения Моцарта, Тартини, Брамса, Турины.

## Книги
- Violintechnik. Basel: Musik-Akademie, 1977